# Szczeniak zwany Scooby Doo
Szczeniak zwany Scooby Doo (ang. A Pup Named Scooby-Doo) – ósmy serial animowany z serii Scooby Doo, wyprodukowany w studiu Hanna-Barbera.

## Fabuła
Przedstawia przygody Scooby’ego, Kudłatego, Freda, Daphne i Velmy jako dzieci; rozwiązują oni zagadki wyłącznie w obrębie swojego miasta, Spokoville (ang. Coolsville) bo z racji swojego wieku nie mogą jeszcze używać Wehikułu Tajemnic. Jest to ostatni serial Scooby Doo emitowany oryginalnie w ABC i pierwszy pokazywany w amerykańskim Cartoon Network.
W odcinkach „Przeklęta obroża” i „Wilkoduś z rezydencji rodziny Doo” występują rodzice Scooby’ego – Mama i Tata Doo. Pod koniec odcinka „Przeklęta obroża”, na przyjęciu urodzinowym Scooby’ego widzimy jego rodzeństwo – braci Skippy Doo i Howdy Doo oraz siostrę Ruby Doo.

## Przegląd sezonów
| Sezon | Sezon | Odcinki | Epizody | Pierwsza emisja w Stanach Zjednoczonych | Pierwsza emisja w Stanach Zjednoczonych |
| Sezon | Sezon | Odcinki | Epizody | Pierwszy odcinek                        | Ostatni odcinek                         |
| ----- | ----- | ------- | ------- | --------------------------------------- | --------------------------------------- |
|       | 1     | 13      | 13      | 10 września 1988                        | 10 grudnia 1988                         |
|       | 2     | 9       | 9       | 9 września 1989                         | 4 listopada 1989                        |
|       | 3     | 3       | 4       | 8 września 1990                         | 3 listopada 1990                        |
|       | 4     | 3       | 5       | 3 sierpnia 1991                         | 17 sierpnia 1991                        |

## Lista odcinków
| Premiera w USA        | Numer odcinka | Numer odcinka | Numer epizodu | Polski tytuł                      | Angielski tytuł                          | Potwór                          |
| Premiera w USA        | kolejny       | w sezonie     | Numer epizodu | Polski tytuł                      | Angielski tytuł                          | Potwór                          |
| --------------------- | ------------- | ------------- | ------------- | --------------------------------- | ---------------------------------------- | ------------------------------- |
|                       |               |               |               |                                   |                                          |                                 |
| SERIA PIERWSZA (1988) |               |               |               |                                   |                                          |                                 |
|                       |               |               |               |                                   |                                          |                                 |
| 10.09.1988            | 01            | 01            | 01            | Rower pełen strachu               | A Bicycle Built For Boo!                 | Zielonkawy duch                 |
|                       |               |               |               |                                   |                                          |                                 |
| 17.09.1988            | 02            | 02            | 02            | Potwór szlamowy z wnętrza ziemi   | The Sludge Monster From the Earth’s Core | Potwór szlamowy z wnętrza ziemi |
|                       |               |               |               |                                   |                                          |                                 |
| 24.09.1988            | 03            | 03            | 03            | Poszukiwany ser – żywy lub martwy | Wanted Cheddar Alive                     | Potwór serowy                   |
|                       |               |               |               |                                   |                                          |                                 |
| 01.10.1988            | 04            | 04            | 04            | Drab, który mój komiks skradł     | The Schnook Who Took My Comic Book       | Dr Rechot                       |
|                       |               |               |               |                                   |                                          |                                 |
| 08.10.1988            | 05            | 05            | 05            | Literka albo wpadka               | For Letter or Worse                      | Duch Ala Capuone’a              |
|                       |               |               |               |                                   |                                          |                                 |
| 15.10.1988            | 06            | 06            | 06            | Niańka z zaświatów                | The Babysitter From Beyond               | Czachosław Czerep               |
|                       |               |               |               |                                   |                                          |                                 |
| 22.10.1988            | 07            | 07            | 07            | Dziś muzeum, jutro groza          | Now Museum, Now You Don’t                | Samuraj Asastrashi              |
|                       |               |               |               |                                   |                                          |                                 |
| 29.10.1988            | 08            | 08            | 08            | Hotel, w którym czai się mróz     | Snow Place Like Home                     | Demon lodu                      |
|                       |               |               |               |                                   |                                          |                                 |
| 05.11.1988            | 09            | 09            | 09            | Scooby duduś                      | Scooby Dude                              | Bezgłowy Deskorol               |
|                       |               |               |               |                                   |                                          |                                 |
| 12.11.1988            | 10            | 10            | 10            | Duch, który wpada na kolację      | Ghost Who’s Coming For Dinner            | Duch kapitana Bródki            |
|                       |               |               |               |                                   |                                          |                                 |
| 19.11.1988            | 11            | 11            | 11            | Opowieść wyssana z kijka          | The Story Stick                          | Potwór totemowy                 |
|                       |               |               |               |                                   |                                          |                                 |
| 03.12.1988            | 12            | 12            | 12            | Robo-psiak                        | Robopup                                  | Duch Pierre’a Goulasha          |
|                       |               |               |               |                                   |                                          |                                 |
| 10.12.1988            | 13            | 13            | 13            | Światła, Kamera, Potwór           | Lights … Camera … Monster                | Smrodochwaścior                 |
|                       |               |               |               |                                   |                                          |                                 |
| SERIA DRUGA (1989)    |               |               |               |                                   |                                          |                                 |
|                       |               |               |               |                                   |                                          |                                 |
| 09.09.1989            | 14            | 01            | 14            | Przeklęta obroża                  | Curse of the Collar                      | Duch Psubrata Psiakotłuka       |
|                       |               |               |               |                                   |                                          |                                 |
| 16.09.1989            | 15            | 02            | 15            | Powrót komandora Kiksa            | The Return of Commander Cool             | Kosmita                         |
|                       |               |               |               |                                   |                                          |                                 |
| 23.09.1989            | 16            | 03            | 16            | Duch Rock’n’Rolla                 | The Spirit of Rock’n’Roll                | Duch Urwisa Parkera             |
|                       |               |               |               |                                   |                                          |                                 |
| 30.09.1989            | 17            | 04            | 17            | Kurkenstein żyje                  | Chickenstein Lives                       | Kurkenstein                     |
|                       |               |               |               |                                   |                                          |                                 |
| 14.10.1989            | 18            | 05            | 18            | Noc żywego Hamburgera             | Night of the Living Burger               | Potworny Hamburger              |
|                       |               |               |               |                                   |                                          |                                 |
| 21.10.1989            | 19            | 06            | 19            | Robot jest wśród nas              | The Computer Lives Among Us              | Robot Velmy                     |
|                       |               |               |               |                                   |                                          |                                 |
| 28.10.1989            | 20            | 07            | 20            | Zaginiony Scooby Doo              | Dog Gone Scooby                          | Pabla P. Casso                  |
|                       |               |               |               |                                   |                                          |                                 |
| 04.11.1989            | 21            | 08            | 21            | Strach ma imię Zombo              | Terror, Thy Name is Zombo                | Duch klauna Zombo               |
|                       |               |               |               |                                   |                                          |                                 |
| SERIA TRZECIA (1990)  |               |               |               |                                   |                                          |                                 |
|                       |               |               |               |                                   |                                          |                                 |
| 08.09.1990            | 22            | 01            | 22            | Noc szalonego żużlowca            | Night of the Boogey Biker                | Szalony żużlowiec               |
| 08.09.1990            | 22            | 01            | 23            | Świt upiornego kosmonauty         | Dawn of the Spooky Shuttle Scare         | Duch astronauty                 |
|                       |               |               |               |                                   |                                          |                                 |
| 06.10.1990            | 23            | 02            | 24            | Koszmar kosmatego Kindziora       | Horror of the Haunted Hairpiece          | Kindzior Kłak                   |
|                       |               |               |               |                                   |                                          |                                 |
| 03.11.1990            | 24            | 03            | 25            | Maniacy zapasów                   | Wrestle Maniacs                          | Duch Byśka Kapturnika           |
|                       |               |               |               |                                   |                                          |                                 |
| SERIA CZWARTA (1991)  |               |               |               |                                   |                                          |                                 |
|                       |               |               |               |                                   |                                          |                                 |
| 03.06.1991            | 25            | 01            | 26            | Wilkoduś z rezydencji rodziny Doo | The Were-Doo of Doo Manor                | Wilkoduś                        |
|                       |               |               |               |                                   |                                          |                                 |
| 10.06.1991            | 26            | 02            | 27            | Podstępny hycel                   | Catcher on the Sly                       | Psubrat Psiakotłuk              |
| 10.06.1991            | 26            | 02            | 28            | Duch pani Cicho-Sza!              | The Ghost of Mrs. Shusham                | Duch pani Cicho-Sza             |
| 10.06.1991            | 26            | 02            | 29            | Gniew Kelnerusa                   | The Wrath of Wait-Ro                     | Kelnerus                        |
|                       |               |               |               |                                   |                                          |                                 |
| 17.06.1991            | 27            | 03            | 30            | Masakra monstrualnego mięczaka    | The Mayhem of the Moving Mollusk         | Potworny ślimak                 |
|                       |               |               |               |                                   |                                          |                                 |